# Liste der Gedichte Joseph von Eichendorffs
Dies ist eine Liste der Gedichte Joseph von Eichendorffs in chronologischer Reihenfolge. Soweit ein Titel der Gedichte nicht bekannt oder mehrdeutig ist, wurde die erste Verszeile angefügt. Sie wurde auch angefügt, wenn das Gedicht vorwiegend unter ihrem Namen bekannt ist. Sofern das Entstehungsjahr bekannt ist, wird es genannt.

## 1807–1810
- In wildem Wechsel treibt das flüchtge Leben
- Beim Erwachen (An M. H.)
- Sehnsucht (Selig, wer zur Kunst erlesen)
- Variazion (Ewig’s Träumen von den Fernen!)
- Variazion (Wenn die Klänge nah’n und fliehen)
- Maria Magdalena
- Antwort (An H. Graf von Loeben)
- Sestime (Von Bergeshöhen Abendstrahlen fließen)
- Kanzone (Daß der verlornen Heimat es gedächte)
- Kanzone (O, Tage süß, euch muß ich wohl beklagen)
- An Isidorus Orientalis (zu den Sonetten Novalis)
- Ermunterung
- Frühlingsandacht
- An Maria
- An den Heiligen Joseph
- Rettung (Ich spielt’, ein frommes Kind im Morgenscheine)
- Der Fromme
- Die Wunderblume
- Gebet (Wie in einer Blume himmelblauen)
- Frühling (Über blaue Berge fröhlich)
- Der arme Blondel
- Maria
- Maria von Tyrol im Kloster
- Der Kämpe
- In Budde’s Stammbuch
- In Strauss’ Stammbuch
- Gesang (Wer einmal tief und durstig hat getrunken)
- Wie glühten Burg und Kreuz im Morgenstrahle
- Die Lieder (So viele Quellen von den Bergen rauschen)
- Nicht Träume sind’s und leere Wahn-Gesichte
- Ihm ists verlieh’n aus den verworrnen Tagen
- Ballate (So bange hielten mich die dunklen Mauern)
- Madrigal (O Strom auf morgenroten Matten)
- Romanze (Felsen, Bäume, Blumen, Sterne!)
- Romanze (Schöne Blume, die Du mit den)
- Der Ritter
- Der Schiffer
- Sonett (Wohl kann ich, wie die andern, tun und lassen)
- Jagdlied
- Waldlust
- Klage (Blaue Augen, Blaue Augen!)
- Aussichten
- Es wächst und strömt in ewigen Gedichten
- Bin ich denn nicht auch ein Kind gewesen?
- Herbstliedchen
- Die Zauberin im Walde (Romanze)
- An die Vorüberschiffende
- Morgenlied (Sei stark, getreues Herze!)
- Mariä Sehnsucht
- Kaiser Albert’s 1. Tod (Romanze)
- Lied (Hat nun Lenz die silb’rnen Bronnen)
- Frühlingslied
- Lag blüh’nd ein weites, schönes Land erschlossen
- Minnelied
- Lied (Vöglein in den sonn’gen Tagen!)
- Im Frühling
- An Heinrich Grafen von Loeben (Die Klugen, die nach uns nicht wollten fragen)
- Das Zaubernetz
- Es will die Zeit mit ihrem Schutt verdecken
- Der Lenz mit Klang und roten Blumenmunden
- Angedenken
- Das Bildnis (Romanze)
- Das Gebet
- Die Hochzeitsnacht
- Der armen Schönheit Lebenslauf
- Der Sänger
- Mandolinen-Lied
- Klage (Ich hab manch Lied geschrieben)
- Nach einem Balle
- Lied (In einem kühlen Grunde) (1807/1808)
- Heimkehr (Sinds die Häuser, sinds die Gassen?)
- Waldesgespräch
- Sonett (Wir sind so tief betrübt, wenn wir auch scherzen)
- An die Dichter
- Die Freunde
- An die Oder
- Auf dem Schwedenberge
- Wenn du am Felsenhange stand’st alleine
- Es wendet von mir zürnend sich die Eine
- Durchs Leben schleichen feindlich fremde Stunden
- Es saß ein Mann gefangen
- Geistesgruß
- Der Dichter
- Klage (O könnt ich mich niederlegen) (1809)
- Lieber Alles
- Die Braut
- In das Stammbuch der M. H. (ISt hell der Himmel, heiter alle Wellen)
- In E. S. Stammbuch (In klaren Ebenmaßen schön gefugt)
- Ach, von dem weichen Pfühle
- Der Liebende steht träg auf
- Die Welt ruht still im Hafen
- Der Kranke
- Dichterfrühling
- Gebet (Gott, inbrünstig möcht’ ich beten)
- Schon wird es draußen licht auf Berg und Talen
- Auf dem Rheine
- Es waren zwei junge Grafen
- An [...] (Was lebte, rollt’zum Himmel aus dem Tale)
- An [...] (Wie nach festen Felsenwänden)
- Zorn (1810)
- Nachtfeier (1810)
- Symmetrie (1810)
- Der Tor, der lahmt auf einem Beine
- Heimkehr (Heimwärts kam ich spät gezogen) (1810)
- Gebet (Was soll ich, auf Gott nur bauend) (1810)
- Mahnung (1810)
- Der Tiroler Nachtwache
- An die Tyroler (1810)
- An die Meisten (1810)
- Nachtgruß
- Erwartung
- Leben und Singen
- An den Hasengarten (späterer Titel: Abschied)
- Der Jäger Abschied
- Intermezzo (Wie so leichte lässt sich’s leben)
- Wehmut (Ich kann wohl manchmal singen)
- In der Nacht
- Zweifel
- Der verliebte Reisende
- Intermezzo (Dein Bildnis wunderselig)
- Trost (Sag’ an, du helles Bächlein du)
- Begegnung
- So eitel künstlich haben sie verwoben

## 1811–1815
- An die Entfernte
- Sonett (Es qualmt’ der eitle Markt in Staub und Schwüle)
- Sonett (Ein alt Gemach voll sinn’ger Seltsamkeiten)
- Angedenken
- Morgen
- Die wunderliche Prinzessin
- Auf einer Burg
- Zwielicht (1812)
- Im beschränkten Kreis der Hügel
- Frische Fahrt
- An Fouqué
- Das Flügelross
- Der Bräutigam
- Ständchen
- Die deutsche Jungfrau
- Die Studenten
- Steckbrief
- Nachtwanderer
- Jäger und Jägerin
- Der Freiwerber
- Die Fröhliche
- Morgengruß
- Schlag’ mit den flamm’gen Flügeln!
- Jäger-Katechismus
- Die Geniale
- Nachtlied
- Warnung
- Die Stille
- Der Gefangene
- Die Schärpe
- Ballade (Hoch über den Stillen Höhen)
- Morgenlied (Ein Stern still nach dem andern fällt)
- Der verirrte Jäger
- Nachhall (Laß’, mein Herz, das bange Trauern)
- An Philipp (Kennst du noch den Zaubersaal)
- In der Fremde
- Mittagsruh
- An die Freunde (Der Jugend Glanz, der Sehnsucht irre Weisen)
- Zeichen
- Zum Abschied (Wenn vom Gebirg der Quell kommt hell geschossen) (1812)
- An Isidorus
- An W. (Steig’ aufwärts, Morgenstunde!) (1813)
- Sänger-Fahrt
- Appell
- Aufbruch
- Abschieds-Tafel
- Frühlingsmarsch
- Die ernsthafte Fastnacht (1814)
- Die Einsame
- An die Freunde (Es löste Gott das lang verhaltne Brausen)
- Der Friedensbote
- Soldatenlied
- An die Lützowschen Jäger
- Waffenstillstand der Nacht
- Der Soldat (Ist auch schmuck nicht mein Rößlein)
- Blumen und Liebe
- Spaziergang
- Unmut
- Lied (Ach, das auch wir schliefen!)
- Trinklied (Was klingt mir so heiter)
- Liedchen (Euch Wolken beneid’ ich)
- Herbstklage
- An eine junge Tänzerin
- Klage (Du warst so herrlich anzuschauen)
- Mädchen
- Der Poet
- Die Brautfahrt
- Das kalte Liebchen
- Verschiedene Bahn
- Glückliche Fahrt (Wünsch’ an Wünsche feindlich schlagen)
- Der zauberische Spielmann
- Abschied und Wiedersehen
- Liedchen (Wie jauchzt meine Seele)
- Trennung
- Der Knabe
- In C. S. Stammbuch (In verhängnisschweren Stunden) (1814)
- Auf der Feldwacht
- An meinen Bruder (Was Großes sich begeben) (1815)
- Sommerschwüle
- Abend (Gestürzt sind die gold’nen Brücken)
- Waldgespräch

## 1816–1830
- Treue
- Die Lerche
- Frühlingsfahrt (Die zwei Gesellen) (1818)
- Der stille Freier
- Der frohe Wandersmann
- Der Gärtner
- Liebe in der Fremde
- Frau Venus
- Von kühnen Wunderbildern
- Hier bin ich, Herr! Gegrüßt das Licht
- Der irre Spielmann
- Der Jäger
- Winter
- An [...] (Eitelkeiten in dem sünd’gen Busen)
- Der Kranke (Vögelein munter)
- Mandelkerngedicht
- Der Isegrim
- Durch! (Lass dich die Welt nicht fangen)
- Andeutungen (Ahnung und Gegenwart)
- Sängerglück
- Der Liedsprecher
- Dein Wille, Herr, geschehe!
- Herrmanns Enkel
- Intermezzo (Der Bürgermeister)
- Der neue Rattenfänger
- Intermezzo (Chor der Schmiede)
- Intermezzo (Chor der Schneider)
- Das alte Mädchen
- Terzett (Wenn sich der Sommermorgen still erhebt)
- Von Engeln und von Bengeln
- Heimweh (Wer in die Fremde will wandern)
- An der Grenze
- Wanderlied der Prager Studenten
- Abend (Schweigt der Menschen laute Lust)
- Kirchenlied (O Maria, meine Liebe!)
- Tafellied (Damen-Liedertafel in Danzig)
- Tafellied (In die Höh’)
- Tafellied (Die Heymonskinder)
- Zum Abschied
- Der Nachtvogel
- Hippogryph
- Der Schalk
- Wandern lieb’ ich für mein Leben
- Mürrisch sitzen sie und maulen
- Nachts (Ich wandre durch die stille Nacht)
- Glückliche Fahrt (Wünsche sich mit Wünschen schlagen)
- Reise-Lied
- Bei einer Linde
- Aus schweren Träumen
- Nachtigall
- Nacht (Die Vöglein, die so fröhlich sangen)
- Vesper
- Die späte Hochzeit
- Es lauert der Wald
- Gewalt’ges Morgenrot
- Der Landreuter
- Der Götter Irrfahrt
- Wenn die Bergesbäche schäumen
- Wanderlied
- Trost (Wenn schon alle Vögel schweigen)
- Malers Morgenlied

## 1831–1836
- Der alte Held (1831)
- Toast
- Morgenständchen
- Lindes Rauschen in den Wipfeln
- Die Jäger
- In der Fremde (Aus der Heimat hinter den Blitzen rot)
- Elfe
- Es geht wohl anders, als du meinst
- Kriegslied
- Der verzweifelte Liebhaber
- Auf meines Kindes Tod
- Im Garten
- Am Abend
- Nachts (Das ist’s, was mich ganz verstöret)
- Auf den Tod meines Kindes
- Mein liebes Kind, Ade!
- Angedenken
- Sterbeglocken
- Es wandelt, was wir schauen
- Das kranke Kind
- Liedchen (Sing’, Lerche, Lerche, singe, singe!)
- Nacht (Wie schön hier zu verträumen)
- Winterlied
- Das Ständchen
- Frühlingsklänge
- Guter Rat
- Heimkehr (Der Wintermorgen glänzt so klar)
- Der unverbesserliche
- Wegweiser
- Die Nachtblume
- Denkst du des Schlosses noch auf stiller Höh?
- Heimweh (Du weißt’s, dort in den Bäumen)
- An meinen Bruder
- Der letzte Gruß
- Vom Berge
- Der Schatzgräber
- Wander-Sprüche
- Morgengebet
- Vor der Stadt
- Rückblick
- Der wandernde Student
- Die fernen Heimathöhen
- Dryander mit der Komödianten-Bande
- Die Zigeunerin
- Lockung
- Der Kühne
- Schöne Fremde
- Jetzt wandr’ ich erst gern!
- Verlorene Liebe
- Vor dem Schloss in den Bäumen es rauschen weht
- Parole
- Waldeinsamkeit!
- Rückkehr
- Sehnsucht (Es schienen so golden die Sterne) (1834)
- Zur Hochzeit
- Der Wächter
- Herbst
- Der brave Schiffer
- Meeresstille
- Seemann’s Abschied
- Der Soldat (Und wenn es einst dunkelt)
- Der Wandrer
- Waldmädchen
- Der Einsiedler
- Mondnacht (1837)
- Der stille Grund
- Gute Nacht!
- Die stille Gemeine
- Wünschelrute (1835)
- Entschluss
- Spruch (Drüben von dem sel’gen Lande)
- Im Walde
- Nachhall (Schon kehren die Vögel wieder ein)
- Der Schiffer (Die Lüfte linde fächeln)
- Frühmorgens
- Frischauf!
- An einen Offizier der als Bräutigam starb
- Das Lied
- Die Blaue Blume
- Hast du doch Flügel eben
- Gleichwie auf dunklem Grunde
- Laß nur die Wetter wogen!
- Trennung ist wohl Tod zu nennen
- Von allen guten Schwingen
- Übermut
- Der Bote
- Wär’s dunkel, ich läg’ im Wald
- Die falsche Schwester
- Vorwort
- Der Winzer
- Herbstlied
- Der Verzückte
- Gottes-Segen
- Weltlauf
- Trost (Es haben viel’ Dichter gesungen)
- Sängerglück (O Welt, bin dein Kind nicht von Hause)
- Umkehr
- Entgegnung
- Viele Boten geh’n und gingen
- Ich reise über’s grüne Land
- Die Spielleute
- Abschied
- Täuschung
- Wandersprüche
- Am Meer
- Wenn die Klänge nah’n und fliehen
- Ein Wunderland ist oben aufgeschlagen
- Wer einmal tief und durstig hat getrunken
- Rettung (Ich spielt’, ein frohes Kind, im Morgenscheine)
- Das Bilderbuch
- Die Werber
- Sage mir mein Herz, was willst du?
- Aufgebot
- Lindesmut
- Dichterlos
- Spruch (Bau nur auf Weltgunst recht)
- Eldorado
- Wo ruhig sich und wilder
- Tusch
- Im Herbst
- Ablösung
- Anklänge
- Frühlingsgruß
- Abendlandschaft
- Adler
- Aussicht
- Frühlings-Netz
- Der Kadett
- Der Polack
- Der Tanzmeister
- Der Glücksritter
- Der Glückliche
- Trauriger Frühling
- Die Hochzeitssänger
- Neue Liebe
- Frühlingsnacht
- Glückwunsch
- Der junge Ehemann
- Im Abendrot
- O Herbst, in linden Tagen
- Wehmut (Ich irr’ in Tal und Hainen)
- Treue
- Am Strom
- Andre haben andre Schwingen
- Jugendandacht
- Mittag
- Morgenlied (Kein Stimmlein noch schallt von allen)
- Werktag
- Sonntag
- Frühling (Und wenn die Lerche hell anstimmt)
- Was ich wollte, liegt zerschlagen
- Der Pilger
- Der Pilot
- Der Sänger
- Morgendämmerung
- Nachtgebet
- Weihnachten
- Abschied
- Glück auf
- Durch! (Ein Adler saß am Felsenbogen)
- Die Zauberin im Walde
- Die Riesen
- Der Wachtturm
- Die Nonne und der Ritter
- Der Unbekannte
- Der traurige Jäger
- Die verlorene Braut
- Zauberblick
- Valet

## 1837–1843
- Überm Lande die Sterne
- Vom Berge
- Die Stolze
- Der alte Garten
- Hörst du die Gründe rufen?
- An die Waldvögel
- Warnung (Aus ist dein Urlaub und die Laut’ zerschlagen)
- Der Kerhaus
- Nachruf
- Die Mahnung (1837)
- Frühlingsklage
- Die Nachtigallen
- Schlimme Wahl
- Wann der Hahn kräht
- Lustige Musikanten
- Die Saale
- Der Schreckenberger
- Klang um Klang
- Vorbei
- Schiffergruß
- Sonst
- Abschied
- Todeslust
- Vorwärts!
- Zum Abschied
- Vergebner Ärger
- Der Wegelagerer
- Gleichheit
- Gedenk’
- Schneeglöckchen
- Herbstweh
- Winternacht
- Dank
- Trost (Der jagt dahin, daß die Rosse schnaufen)
- Kurze Fahrt
- Schifferspruch
- So oder so
- Walt’ Gott!
- Im Alter
- Memento mori
- Die Heilige Mutter
- Mahnung (Genug gemeistert nun die Weltgeschichte!)
- Wacht auf!
- Die Flucht der Heiligen Familie
- Vom heiligen Eremiten Wilhelm
- Verloren
- Sinngedicht (Durcheinander)
- An Görres (Wo einer noch Christi Fahne hält) (1839)
- Auf den Bergen (1839)
- Bei Halle
- Romanze (Blonder Ritter, blonder Ritter)
- Wanderlied (Ich weiß nicht, was das sagen will!)
- Die Räuberbrüder
- Moderne Ritterschaft
- Nachtgruß (1840)
- Wechsel
- Auf offener See
- Ein Eiland, dass die Zeiten nicht versanden
- Marienlied
- Stimmen der Nacht
- Die Sperlinge
- Frühe
- Es ist kein Blümlein ja so klein
- Die Engel vom Cölner Dom
- Der arme Mann
- Fee Morgana
- Der brave Schiffer
- Nachts (Dunkle Giebel, hohe Fenster) (1843)

## 1844–1859
- Das Alter
- Es träumt ein jedes Herz
- Scherz im Ernst und Ernst im Scherz
- Gruß an die Eintracht
- Zum 8. April 1847 (1847)
- 1848 (1848)
- Der Freiheit Wiederkehr
- Memento
- Libertas’ Klage
- Frühlingsahnen
- Frühlingsdämmerung
- Der Vögel Abschied
- Ein Auswanderer
- An meinem Geburtstage (1850)
- Die Zeit geht schnell
- Zauberei der Nacht
- Prinz Rokoko
- Dem Dichter der Palmen und Birken
- Der verspätete Wandrer
- Einem Paten zu seinem ersten Geburtstage
- Gruß (Über Wipfel und Saaten)
- Mahnung (Was blieb dir nun nach allen Müh und Plagen?)
- Mauern, Felsen fühl’ ich wanken
- Fromme Vöglein hoch in Lüften
- Der Erlöser

## Jugendgedichte 1800–1805
- Selig, wer im Schoß der Freuden
- An das Bette
- Da strahlt mir aus des Dunkels Pracht
- Zu Dom Remi im niedern Hirtenstand geboren
- An die Quelle der Vergessenheit
- Freunde, Feinde, sollen leben!
- Dort in moosumrankten Klüften
- An einen Städter
- Wie purpurn entsteigt dort den bläulichen Gipfeln
- Wenn schon von des Kirchturms Halle (Version 1)
- Trinklied (Auf Brüder auf, schafft Gläser her)
- Conditionslied
- Der erste Maitag
- Mit stiller Freude hegte
- So stehn, ach guter Knabe
- Carmen saeculare
- Als des Allmächtigen Schöpfungswort
- An Zedlitz (Seit wenn, o sag’ es mir)
- Am Grabe eines trägen Langschläfers
- Die Leichenrede
- Die Entstehung der Augensprache
- Als Feindin grinst, mechanischer Geschäftsmann!
- Willkommen, entsprudelnder Bergquell
- Fabula
- Wenn schon von des Kirchturms Halle (Version 2)
- Der brave Woltemade
- Blaß flimmerte schon auf See und Forst
- Schon sank der Schlaf herab aus seinem Himmel
- Meinem: Jacob Müller
- An dem Grabe meines: Jakob Müllers
- An einen Stutzer, mit einem Brutuskopfe
- An Ebendenselben
- An die Revolutions-Ungeheuer und Emigranten Frankreichs
- Der Jüngling und das Mädchen
- An einen Stubengelehrten
- Der Morgen
- Eine gute Lehre
- Kuntz und Gertrude (Romanze)
- An einen Unedlen von Adel (Version 1)
- Nur einmal Freund fürchte, und einmal zu fallen
- Noch hüpfst du schön umstrahlt von Morgenröte
- Lieber, lieber kleiber Eros
- Wie selten sind der Freude Augenblicke (Version 1)
- Wie selten sind der Freude Augenblicke (Version 2)
- In nächt’ger Weile nistet der Verleumdung
- O, ewig denke ich der bangen Abendstunde
- Doch magst du immerhin den Jugendfreund vergessen
- O bei dem schönen göttlichen Gedanken
- Wohin floh sie, die schöne Morgenröte
- Erinnerung
- Liebe (Ode)
- An A. S. (Mädchen, welches Glutverlangen)
- An A. S. (Weine nicht, zwar trennen uns Berge und Fluren)
- Wo flohst du, Mädchen hin
- An einen Unedlen von Adel (Version 2)
- An einen Unedlen von Adel (Version 3)
- Warnung (Nur einmal fürchte, einmal nur zu fallen)
- O laßt, wem tiefer einzuschauen
- Sonst, eh der Liebe Zauber mich umschlang
- Sonnst und Jetzt (Sonett)
- An Stollberg (Unsterblicher, schön, aus der Wahrheit, hellem Quell emporgestiegen)
- An Müller oder Humboldt (Schön ist es und wert der Fortpflanzung des Ruhmes)
- Seid mir gegrüßt, ihr Fluren, die ich zuerst erblickte
- Trinklied (Sei mir willkommen du socratischer Becher, der du)
- Zürnend, ach! goldne Harfe, daß kalt nur am Felsen
- Am frühen Grabe unseres Bruders Gustav